# Dansk Koncertforening
Dansk Koncertforening var en dansk musikorganisation.
Dansk Koncertforening grundades 1901 med ändamålet att uppföra danska musikverk från nyare och äldre tid, särskilt större verk, som annars med stor sannolikhet aldrig hade blivit framförda. 
Ordförande var från föreningens grundande Gustav Helsted. Fasta dirigenter var Viktor Bendix, Georg Høeberg och Louis Glass. Föreningen gick 1933 upp i Det Unge Tonekunstnerselskab.